# Nyíri Dániel
Nyíri Dániel (Szászfa, 1879. október 22. – Miskolc, 1932. február 26.) jogi végzettségű levéltáros, történész, régész.

## Élete
Nyíri Dániel az abaúji Szászfán született Nyíri Dániel földész és Lassú Klára református szülők gyermekeként, 1879. október 26-án keresztelték. A középiskola első négy évfolyamát Késmárkon végezte, majd Sárospatakon folytatta. Sárospatakon és Kassán jogot tanult, és letette mindkét alapvizsgáját. 1906. május 1-jén Kassán, Abaúj vármegye levéltárában levéltári díjnok lett, és még ebben az évben megszerezte a levéltárosi képesítést is. 1908-ban levéltári írnokká lépett elő. 1909. január 1-jével – ugyanazon a napon, amikor Miskolc városa megkapta a törvényhatósági jogot – kinevezték Borsod Vármegye Levéltárába főlevéltárnoknak (mellette még egy hivatalsegéd dolgozott az intézményben). Feladatai közé tartozott a levéltári anyag őrzése, kezelése és rendszerezése, a magánszemélyek vagy hivatalok által igényelt hiteles másolatok elkészítése stb., és minden más, amivel a polgármester megbízta (pl. a leventebírságok ügyintézése). Részt vett az első világháború harcaiban, 1916-ban tartalékos tisztként került ki a frontra. Többször is megsebesült, utolsó felgyógyulása után egy bácskai hadifogolytáborba került felügyelő tisztként. Leszerelése után, 1920-ban – mivel nem kapott Miskolcon lakást – családjával Boldván telepedett le, onnan járt be a munkahelyére. Miskolci lakásproblémái csak 1927-ben, élete utolsó öt évére oldódtak meg.
A német és a latin nyelven kívül alapos paleográfiai ismeretekkel rendelkezett, tudós levéltáros volt, nem hivatalnok. A gondjaira bízott, jórészt rendezetlen iratanyagot igyekezett rendszerezni, mégpedig a kor tudományos színvonalának megfelelően. Elsőrendű feladatának tekintette a levéltár kutathatóvá tételét, a történeti fontosságú anyag megmentését, megőrzését. Iratmentő munkába is fogott: 1911-ben a diósgyőri koronauradalom bedarálásra ítélt iratait az utolsó pillanatban, már a Diósgyőri Papírgyárban tanulmányozta át, és a történeti fontosságú iratokat időrendbe rendezve adta át a múzeumnak. Nyíri legfőbb célja a megye és a város történetének kutatása és publikálása volt. Az egyik első levéltáros volt, aki felismerte, hogy a nyilvánosság elől elzárt anyagnak mekkora közművelődési jelentősége van. Sokat publikált a miskolci lapokban. 1909-ben például a Miskolczi Hírlapban Zsarnai Pál emigráns naplóját tette közzé, több folytatásban. 1924-ben a Magyar Jövő című lapban Perecsütő-Aboddal kapcsolatos kutatási eredményeiről írt. Ő fedezte fel az addig elhanyagolt városi számadáskönyvek történeti jelentőségét, és ezeket is folytatásban publikálta. 1923-ban  Balázs György irodalmárral együtt szabadegyetemet szervezett, ahol helytörténeti, jogtörténeti és néprajzi témájú előadásokat tartott.
Boldvai időszakában, valószínűleg Leszih Andor hatására, érdeklődni kezdett a régészet iránt. Maga írta: „…a község határában szétnézve öt őskori települőhelyet találtam, mindinkább érdekelni kezdett a hely történelmi múltja…”. Ekkor fedezte fel Boldva határában a már csak helynevekben élő Perecsütő-Abod, elpusztult Árpád-kori település nyomait. A régészettel foglalkozni azonban természetesen csak szabad idejében volt módja, munkaidejét a városi levéltárban töltötte. Már a „Régészeti Közlemények” első számában két régészeti témájú írást jelentetett meg: Miskolc város sáncának történetével foglalkozott az egyik (Miskolc város „sántza” vagy „árka”), a másik Régészeti jegyzetek címmel jelent meg. Boldván került szoros kapcsolatba a megye és Miskolc életében fontos szerepet betöltő Szathmáry Király családdal, és feldolgozta, rendszerezte az ő levéltári irataikat is.
Leszih Andor múzeumi titkárral együtt 1926-ban elindították Miskolc első tudományos folyóiratát Történelmi és Régészeti Közlemények Miskolc város és Borsodvármegye múltjából címmel. Egyetlen munkatársuk volt: Marjalaki Kiss Lajos, és a folyóiratot gyakorlatilag ők hárman írták (a folyóirat fennállása alatt a cikkek szerzői között rajtuk kívül csak Leveles Erzsébet szerepel két, Schmitt Gyula egy cikkel). Az igényes, korszakos jelentőségű történelmi folyóiratot a Magyar Jövő Nyomdaüzem és Lapkiadóvállalat jelentette meg. A lap 1928-ban, elsősorban anyagi okok miatt megszűnt.
Nyíri Dániel 1932-ben hunyt el, a Deszkatemetőben temették el, síremléke ott található. Munkáját nem tudta befejezni, sok tervezett feladatra már nem maradt ideje. A Magyar Jövő ezt írta nekrológjában: „Legnagyobb veszteségünk, hogy nem élhetett még néhány évtizedig, hogy kutatásai során összegyűjtött gazdag tudományos kincseit a köz számára közzétehette volna”. Miskolcon utca viseli a nevét.

## Fontosabb munkái
- Miskolc város „sántza” vagy „árka”. Történelmi és Régészeti Közlemények, Miskolc, 1926. 3–6. o.
- Miskolc város régi számadáskönyvei. Történelmi és Régészeti Közlemények, Miskolc, 1926. 17–26., 56–67., 77–84., 108–118. o.
- Köpeczy Balázs gályarab életéhez. Történelmi és Régészeti Közlemények, Miskolc, 1926. 47–49. o.
- Szathmáry Király Levéltár Árpád-kori oklevelei. Történelmi és Régészeti Közlemények, Miskolc, 1926. 74–76., 190–192. o.
- A Borsodi vár hadtörténeti jelentősége. Történelmi és Régészeti Közlemények, Miskolc, 1927. 71–73. o.
- A boldvai próbaásatás eredményei. Történelmi és Régészeti Közlemények, Miskolc, 1927. 149–156. o.